# Breuil-Cervinia
Breuil-Cervinia este o localitate ce aparține de  comuna Valtournenche situată în regiunea Valle d'Aosta, Italia. Localitatea se află la altitudinea de 2.003 m deasupra n.m. în apropiere de Matterhorn (ital. "Monte Cervino", franc. "Mont Cervin"). Breuil-Cervinia prin pârtiile de schi aflate în apropiere, este un punct de atracție tot timpul anului, pentru iubitorii sporturilor de iarnă. Din Breuil-Cervinia se poate ajunge în Zermatt traversând pe un drum îngust Pasul Theodul (3.301 m). Din a doua jumătate a secolului XIX în localitate au sosit numeroși alpiniști pentru a escadada Matterhornul.